# Baetulo
Baetulo (in precedenza la iberica Baitolo) era il nome della città fondata dai Romani su un terreno sopraelevato vicino al mare intorno all'anno 100 a.C., dove ora sorge la città spagnola di Badalona. La cinta muraria delimitava un'area di circa 11 ettari e la città faceva parte di un sistema di fondazioni realizzate lungo la costa del Mar Mediterraneo. Il sito archeologico di Baetulo è stato dichiarato bene culturale d'interesse nazionale (BCIN) dallo stato spagnolo nel 1999.

## Storia
La città venne fondata ex novo sull'altura di Rosés, tra i torrenti Canyet e Matamoros e il mare. La data di fondazione si stima attorno all'anno 100 a.C., in base agli studi stratigrafici, con l'individuazione della fase di livellamento del suolo e di preparazione del terreno per la costruzione; in base alla datazione dei resti archeologici, prevalentemente ceramiche di colore nero provenienti da scavi più antichi e privi del contesto stratigrafico, e infine per le tecniche costruttive usate per la cinta muraria. La città è comunque menzionata nella De Chorographia di Pomponio Mela, databile negli anni 43-44 e nella Naturalis Historiae di Plinio il Vecchio, del I secolo d.C.
Disegnata con una pianta a distribuzione ortogonale, viene definita da Plinio come oppidum civium romanorum ("città fortificata di cittadini romani"), il che ha portato a dedurre che la fondazione avvenne a partire da una colonia di immigranti italici. Oltre che come opera difensiva urbana, il centro sorse anche nel contesto della riforma dell'esercito operata da Mario, che prevedeva la distribuzione di terreni ai legionari veterani. La divisione tra coloni assegnava proprietà di piccole o medie dimensioni e la colonizzazione dell'intero territorio di Baetulo risulta quindi abbastanza frazionata. Nel corso degli anni la città venne dotata anche di una cinta muraria.
La città fu molto dinamica, specie nel periodo di massima prosperità, sotto l'imperatore Augusto, con una economia agricola specializzata nella produzione ed esportazione del vino, che proseguità per buona parte del I secolo d.C. Si presume che fu proprio in questo periodo che si portò a compimento un abbellimento generale della città e un rinnovo degli antichi edifici.
A partire dalla fine del I secolo d.C. e per tutto il II secolo, avvennero dei cambiamenti importanti, con il progressivo disuso delle canalizzazioni e delle fognature, così come alcune case benestanti della parte alta della città furono riconvertite a nuovi impieghi di tipo artigianale, industriale o commerciale o semplicemente ad abitazioni popolari, mentre le famiglie più ricche si trasferirono nelle varie villae sparse nei dintorni. Tuttavia nello stesso periodo, precisamente alla fine del I secolo d.C., Baetulo venne promossa a municipium sotto lo ius latii ed è partire da questo momento che si trovano documentazioni epigrafiche delle sue istituzioni e dei suoi magistrati.
Nonostante la decadenza continuata nel III secolo, l'analisi stratigrafica ha evidenziato la presenza di insediamenti abitativi nella parte bassa della città fino alla fine del V secolo-inizio del VI secolo, con diverse fasi costruttive e cronologiche.

## Principali campagne archeologiche di scavo
Gli scavi archeologici di Baetulo iniziarono in modo regolare nel XX secolo. Prima della guerra civile spagnola, fu l'Agrupació Excursionista di Badalona, fondata nel 1925, a farsi carico della sezione di archeologia e storia cittadina. Durante la guerra, tra il 1934 e il 1936, Joaquim Font i Cussó realizzò gli scavi nell'area della Torre Vella, un terreno non edificato fin dai tempi del medioevo, portando alla luce numerosi reperti, tra cui una statuetta marmorea nota come Venere di Badalona e frammenti della cinta muraria. Nello stesso periodo venne costituito un primo museo, di proprietà dell'associazione stessa. Alla fine della guerra civile, nel 1940, molti reperti furono trasferiti a Barcellona e l'associazione venne sciolta.
Dopo la guerra, gli scavi dei resti romani ripresero sotto la guida di Josep Maria Cuyàs, che però dovette procedere in modo saltuario fino al 1954, quando venne nominato Commissario per gli scavi locali di Badalona e i lavori divennero così più numerosi, rivelando ritrovamenti più importanti. Nel 1955 Cuyàs scoprì le terme di Baetulo, in uno stato di conservazione talmente buono che fu impossibile per le autorità chiedere di risotterrarle o ignorarle. Nello stesso anno avvenne la posa della prima pietra del Museo di Badalona, ubicato proprio sopra alle terme e che venne inaugurato nel 1966.
Nel 1979 nell'area della Torre Vella fu costruito un edificio abitativo, che però, una volta terminato, venne dichiarato illegale dal Tribunale Superiore di Giustizia e venne quindi demolito. L'area divebbe quindi di proprietà pubblica e ripresero in modo estensivo gli scavi archeologici, con ulteriori ritrovamenti rilevanti, tanto che il Comune e il Museo decisero di mantenere l'area come zona archeologica.
Sempre tra gli anni settanta e ottanta iniziò una disputa per riportare a Badalona i reperti che erano stati trasferiti al Museo Archeologico di Barcellona. Nel 1981 fu restituita la Venere di Badalona, a cui si aggiunsero in seguito la Tabula hospitalis, la stele iberica di Can Peixau e i frammenti delle mura.
Altri ritrovamenti e scavi furono realizzati anche a Badalona, nel quartiere di Dalt de la Vila, che hanno fatto emergere resti di varie villae, alcune non più conservate, che erano anche centri di produzione agricola e di allevamento, dato che all'epoca si trovavano in zone rurali.
Gli scavi proseguono e continuano ad arricchire sia i reperti che la ricostruzione del patrimonio storico di Badalona. Nel corso dei lavori di realizzazione della stazione della metropolitana Badalona-Pompeu Fabra furono rinvenute una serie di anfore e altri resti minori che vennero trasferiti al museo, mentre il giacimento non è stato cosnervato per completare i lavori della metropolitana.
Ad inizio 2017, durante i lavori di ampliamento della strada statale C-31, vennero alla luce i resti di una villa romana, in particolare un mosaico di fattura raffinata dell'epoca di Augusto in ottimo stato di conservazione e ritenuto opera di artisti italici per la sua qualità realizzativa, che è stato rimosso dal sito per essere trasportato nel museo. Il sito è stato poi ricoperto, per completare i lavori stradali, tuttavia, trovandosi al di sotto del piano stradale, rimane conservato per il futuro per eventuali ulteriori scavi. La villa presenta una serie di caratteristiche che indicano chiaramente che faceva parte integrante del tessuto urbano di Baetulo e che non fosse quindi una villa rurale, il che porta, vista la collocazione dei resti, a ipotizzare che la città antica avesse un'estensione più ampia di quanto si pensasse prima di tale ritrovamento.

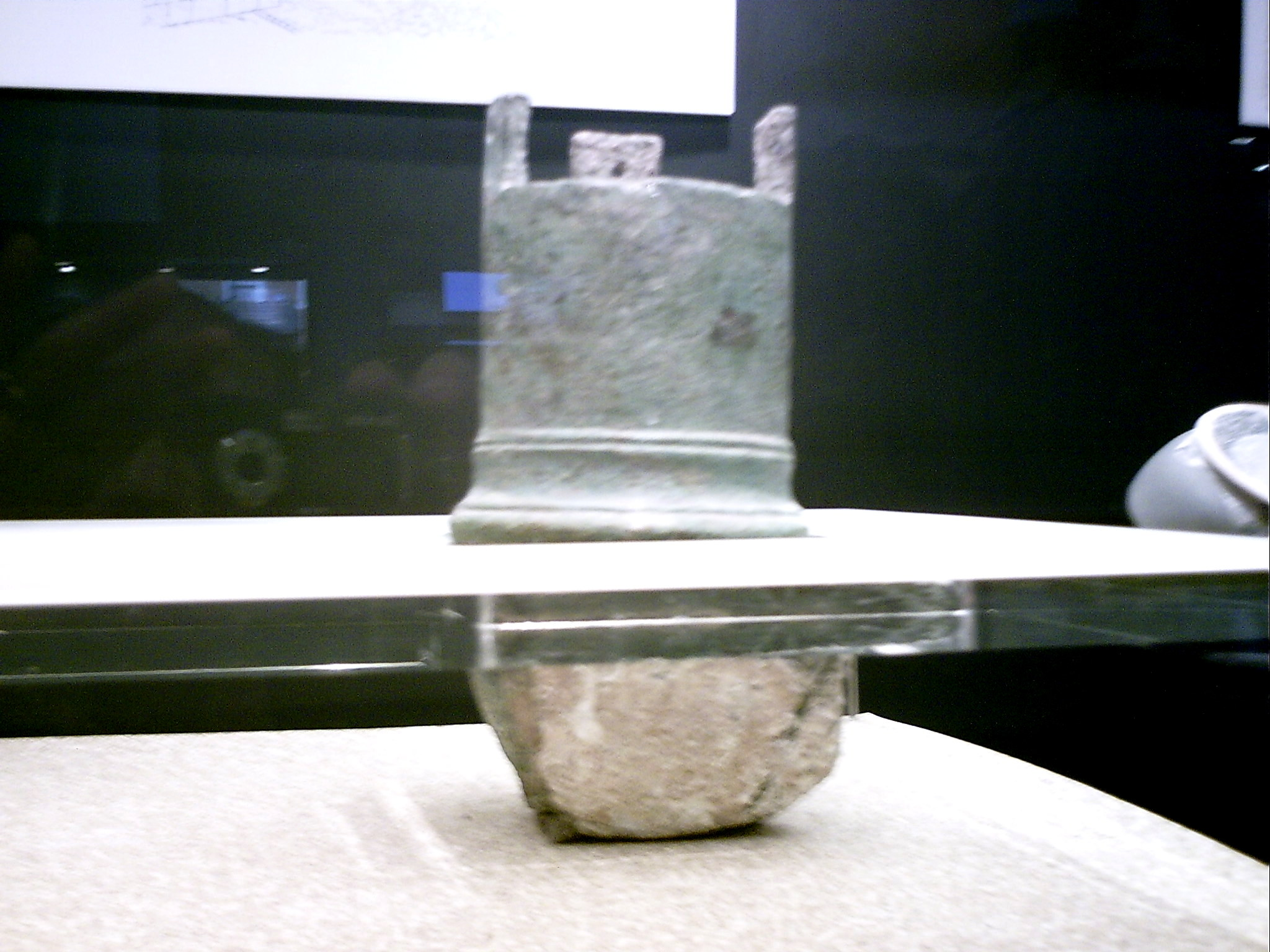
Cardine della cinta muraria trovato durante gli scavi del 1934-1936
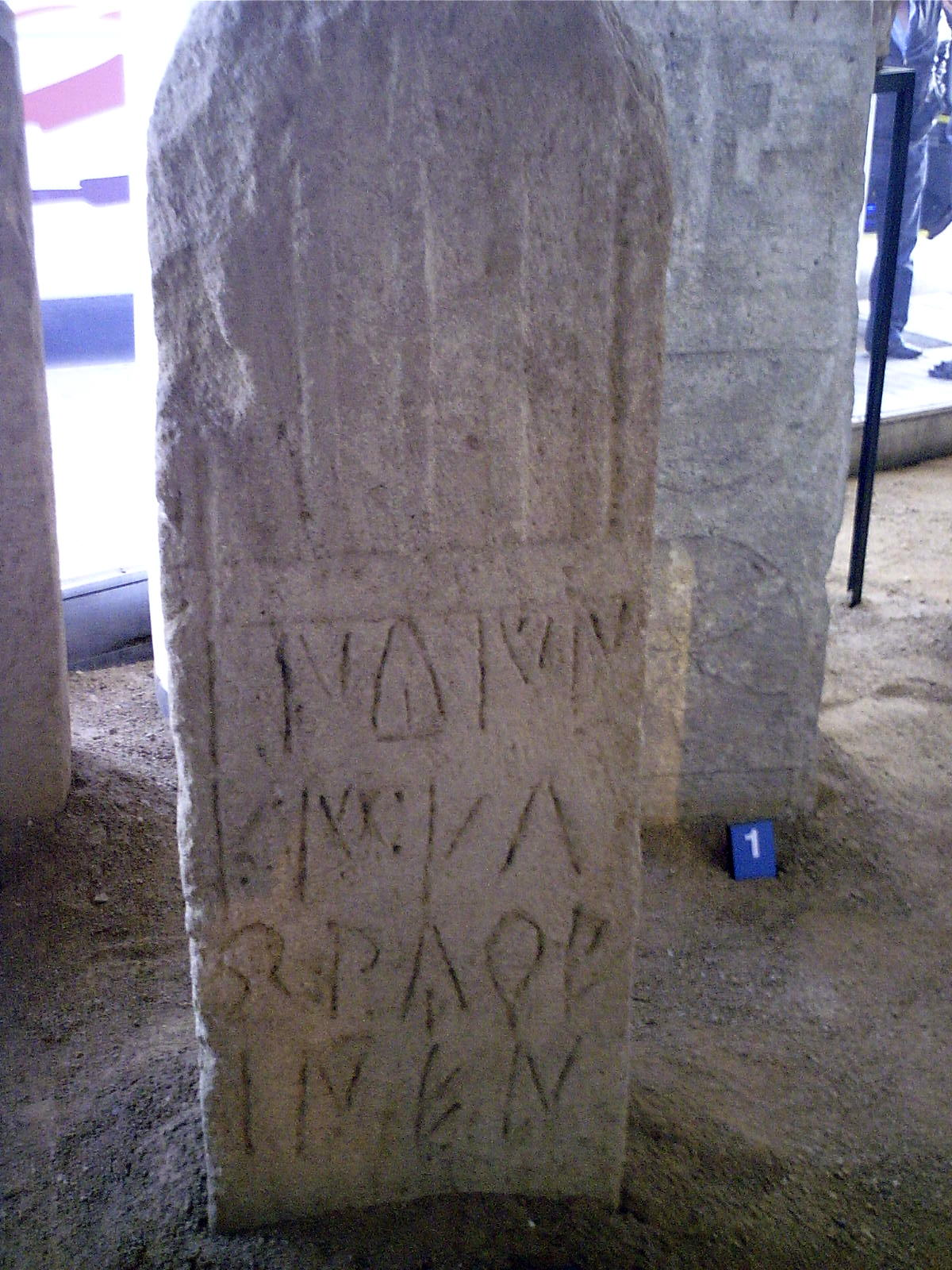
Stele iberica
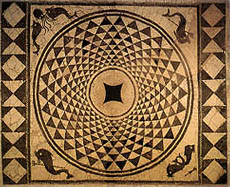
Mosaico della domus dei delfini
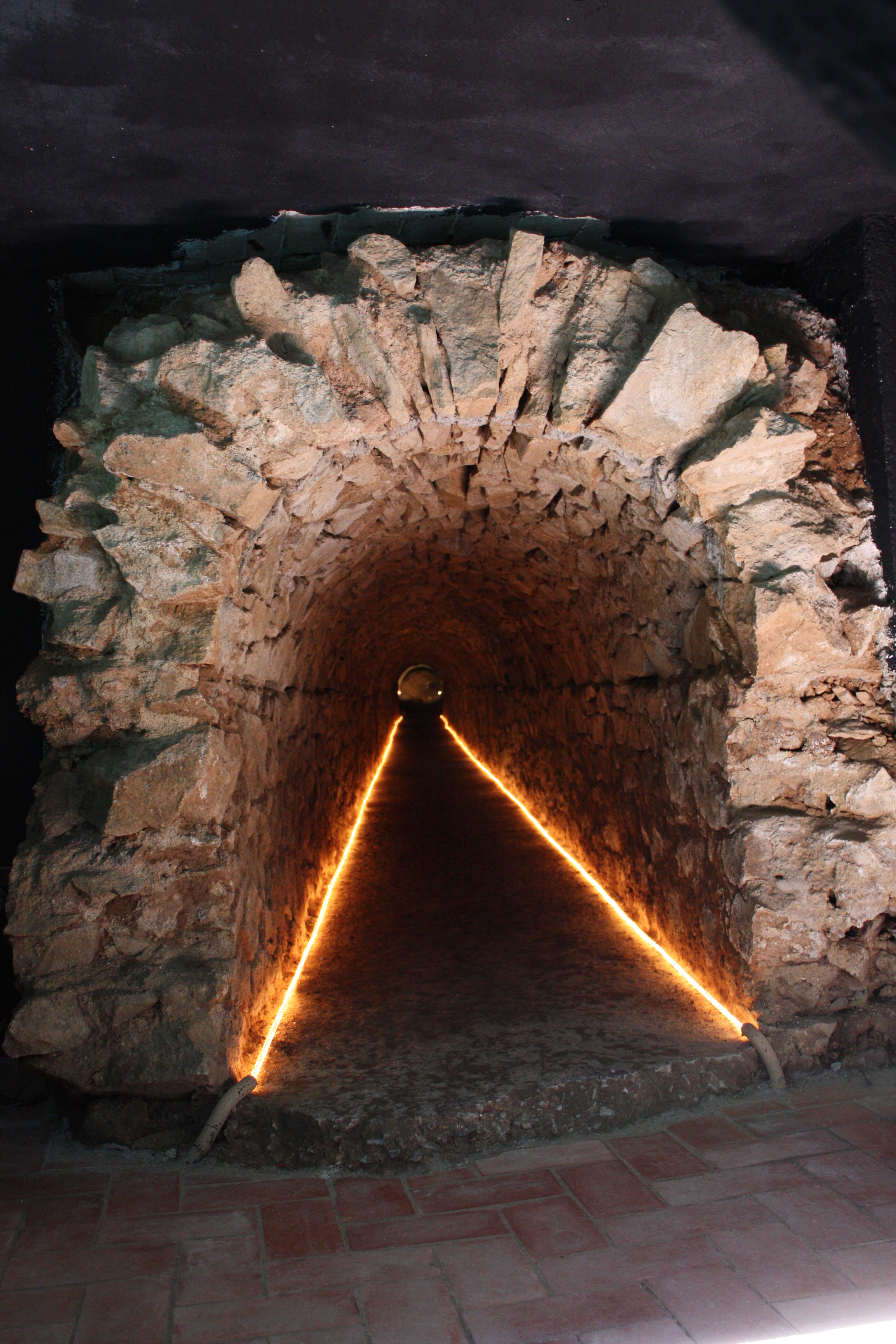
Conduttura d'acqua del Carrer Pujol
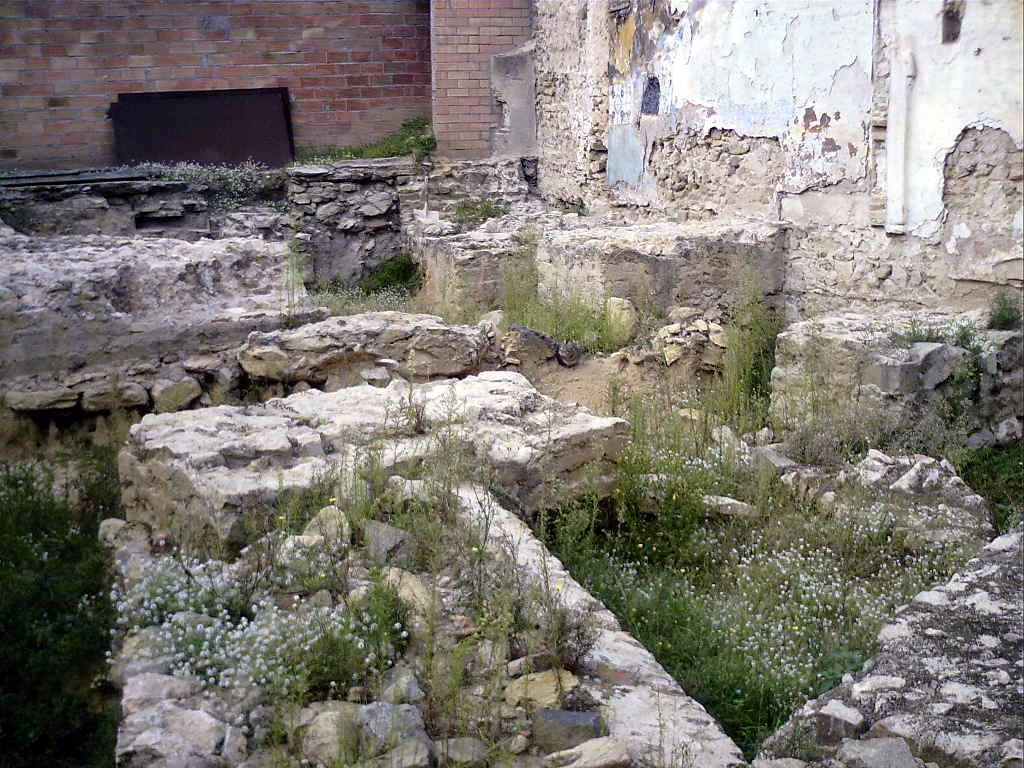
Fondamenta del teatro romano visibili nel Carrer de les Eres